# Volpajola
Volpajola est une commune française située dans la circonscription départementale de la Haute-Corse et le territoire de la collectivité de Corse. Le village appartient à la piève de Costiera.

## Géographie

### Situation
Volpajola est une communauté de l'ancienne piève de Costiera. Cette dernière s'étend en rive gauche du Golo, de Lento à Scolca, constituant l'extrémité sud-occidentale de la Bagnaja (région de Bastia). Le village est perché à une altitude moyenne de 370 mètres sous une ligne de crête dépassant les 1 200 mètres, bâti sous le village de Scolca. La commune appartient au canton d'Alto-di-Casacconi, dans la basse vallée du Golo.

« La piève de Bigorno a douze villages ; l'un des plus connus est Lento, avec son église dédiée à Ste-Marie, qui est, à proprement parler, l'église titulaire de la piève plutôt que toute autre église. Cette piève a de nombreux cours d'eau qui tous vont se jeter dans le Golo ; elle produit des céréales d'excellente qualité, du bétail, de la cire et une certaine quantité de châtaignes. »

— Mgr Agostino Giustiniani in Description de la Corse, traduction de Lucien Auguste Letteron in Histoire de la Corse, Bulletin de la Société des sciences historiques & naturelles de la Corse - 1888 – Tome I p. 50
Communes limitrophes

### Géologie et relief

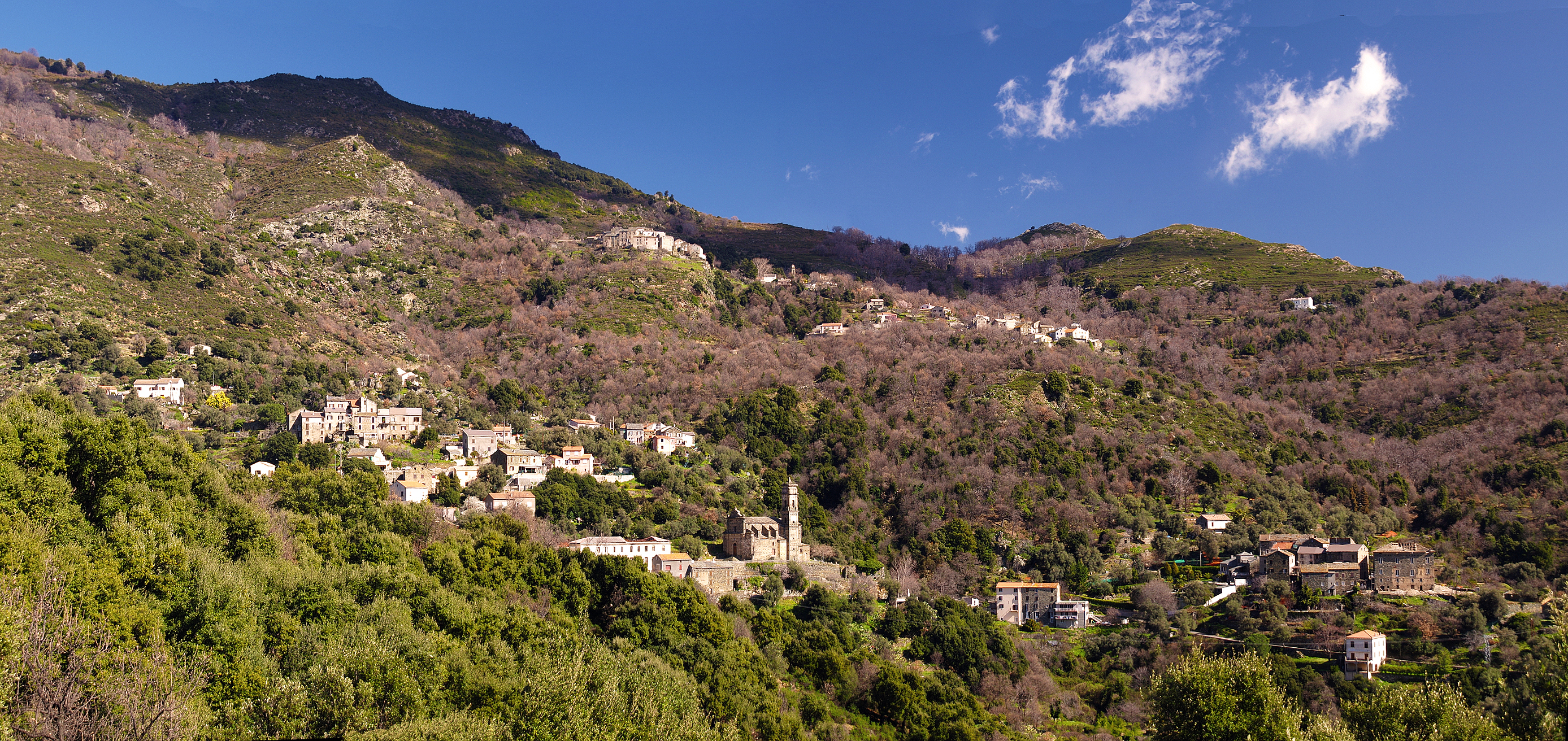
Volpajola et Scolca (au-dessus).

Volpajola se trouve au nord-est de l'île, dans ce que les géologues distinguent ordinairement la Corse orientale où dominent les schistes, par opposition à la Corse occidentale ancienne, constituée pour l'essentiel de roches granitiques.
La commune occupe la partie centrale du flanc sud du chaînon secondaire méridional de la Serra di Tenda. Ce chaînon s'appuie sur le massif de Stella qui se situe dans le prolongement de la dorsale schisteuse du cap Corse (ou la Serra), orientée dans un axe nord-sud.
Le territoire s'étend depuis la ligne de crête septentrionale de plus de 1 200 m d'altitude, allant de la cima di Tanoria (1 224 m) à la bocca di u Spazzolu (1 199 m), jusqu'au lit du fleuve Golo, dans sa portion comprise entre Casa Calabrese et Fontanone, via Barchetta (100 m d'altitude). Il est représenté par le bassin versant de plusieurs petits cours d'eau, tributaires du Golo sur sa rive gauche.
Une étroite plaine alluviale occupe les berges du fleuve.

### Hydrographie
Le réseau hydrographique est dense. Parmi les nombreux petits cours d'eau qui se jettent dans le Golo, citons les ruisseaux de Noceto (autre nom ruisseau de Vadella), long de 3,5 km, et de Puretello, long de 4,3 km qui descendent de part et d'autre du village, et le ruisseau de Fica Bianca, long de 1,1 km, tous affluents du Golo.
Ces cours d'eau sont fréquentés par l'Anguille d'Europe ou anguille commune (Anguilla anguilla (Linnaeus, 1758)), une espèce migratrice menacée, inscrite sur les listes rouges nationales.

### Climat et végétation
Le flanc de montagne du massif de Stella, sur lequel le village a été bâti ainsi que les autres villages voisins, offre un décor schisteux, gris, avec souvent un rare maquis bas. Hormis quelques chênes-lièges plus résistants au feu, les arbres ont disparu en raison de fréquents et violents incendies qui sévissent dans la vallée du Golo.

### Voies de communication et transports

#### Accès routiers
On accède au village de Volpajola principalement par la route   depuis la localité de Barchetta (commune de Volpajola) sur la RN 193, située à cinq kilomètres en contrebas du village. On y arrive également en empruntant la D 7 au lieu-dit Borgo-Revinco (17 km).

#### Transports

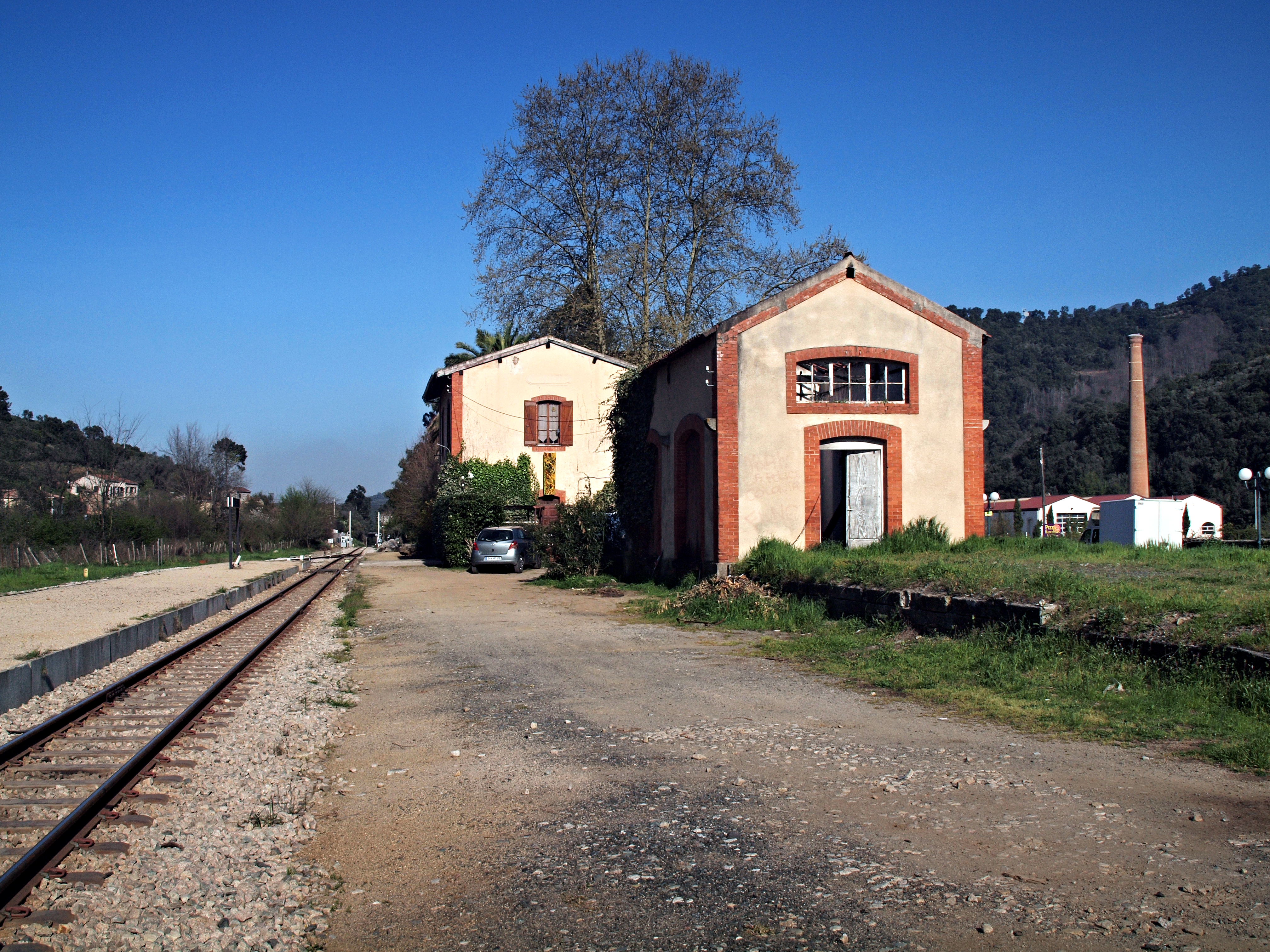
Gare désaffectée de Barchetta.

La commune de Volpajola est desservie par les Chemins de fer de Corse avec la gare de Barchetta. Désaffectée depuis le début du XXIe siècle, Barchetta est devenu un « arrêt voyageurs » facultatif sur les lignes Bastia-Ajaccio-Bastia et Bastia-Calvi-Bastia. De ce fait, la gare ferroviaire la plus proche est devenue celle de Casamozza, distante de 13 km.
Les port et aéroport les plus proches sont ceux de Bastia, situés respectivement à 37 km et à 19 km.

## Urbanisme

### Typologie
Au 1er janvier 2024, Volpajola est catégorisée commune rurale à habitat dispersé, selon la nouvelle grille communale de densité à sept niveaux définie par l'Insee en 2022.
Elle est située hors unité urbaine. Par ailleurs la commune fait partie de l'aire d'attraction de Bastia, dont elle est une commune de la couronne,. Cette aire, qui regroupe 93 communes, est catégorisée dans les aires de 50 000 à moins de 200 000 habitants,.

### Occupation des sols
L'occupation des sols de la commune, telle qu'elle ressort de la base de données européenne d’occupation biophysique des sols Corine Land Cover (CLC), est marquée par l'importance des forêts et milieux semi-naturels (89,5 % en 2018), une proportion sensiblement équivalente à celle de 1990 (89,4 %). La répartition détaillée en 2018 est la suivante : 
milieux à végétation arbustive et/ou herbacée (54 %), forêts (25,5 %), zones agricoles hétérogènes (10,6 %), espaces ouverts, sans ou avec peu de végétation (10 %). L'évolution de l’occupation des sols de la commune et de ses infrastructures peut être observée sur les différentes représentations cartographiques du territoire : la carte de Cassini (XVIIIe siècle), la carte d'état-major (1820-1866) et les cartes ou photos aériennes de l'IGN pour la période actuelle (1950 à aujourd'hui).

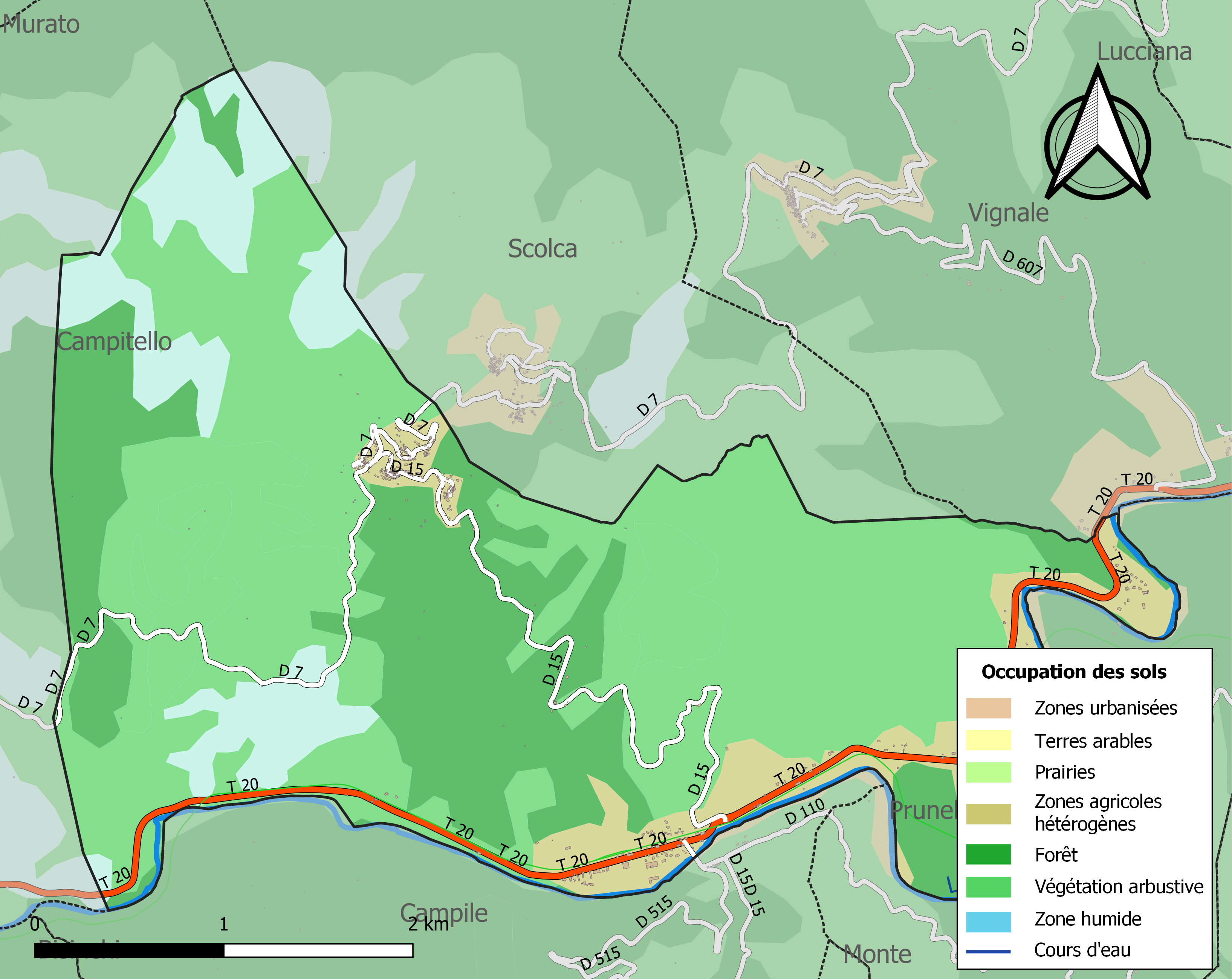
Carte des infrastructures et de l'occupation des sols de la commune en 2018 (CLC).
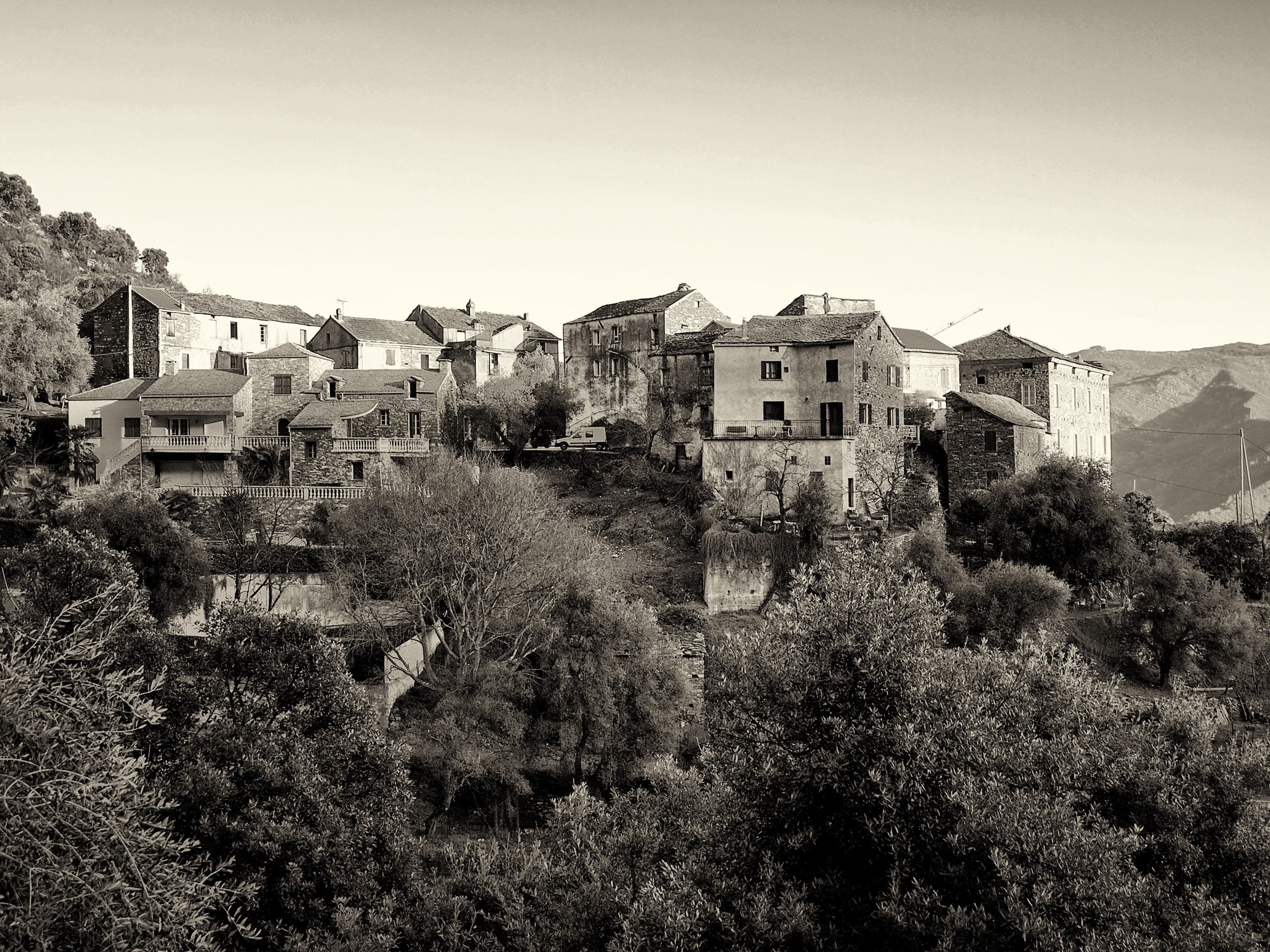
Hameau de Quarcetu.

### Volpajola
Le village de Volpajola domine le Golo et la RN 193 que ce cours d'eau longe.
Il est remarquable par son bâti ancien fait d'anciennes maisons aux façades hautes et aux toits de lauzes, étalées le long d'une arête de la montagne, et par sa très vieille et imposante église de l'Annonciation aux murs façonnés de schiste, la pierre grise locale.
Il est ceinturé de plusieurs hameaux : Costa Sorbo à l'ouest, Trave à l'est, Casellaje au nord, Quarcetto au sud-est.

### Barchetta

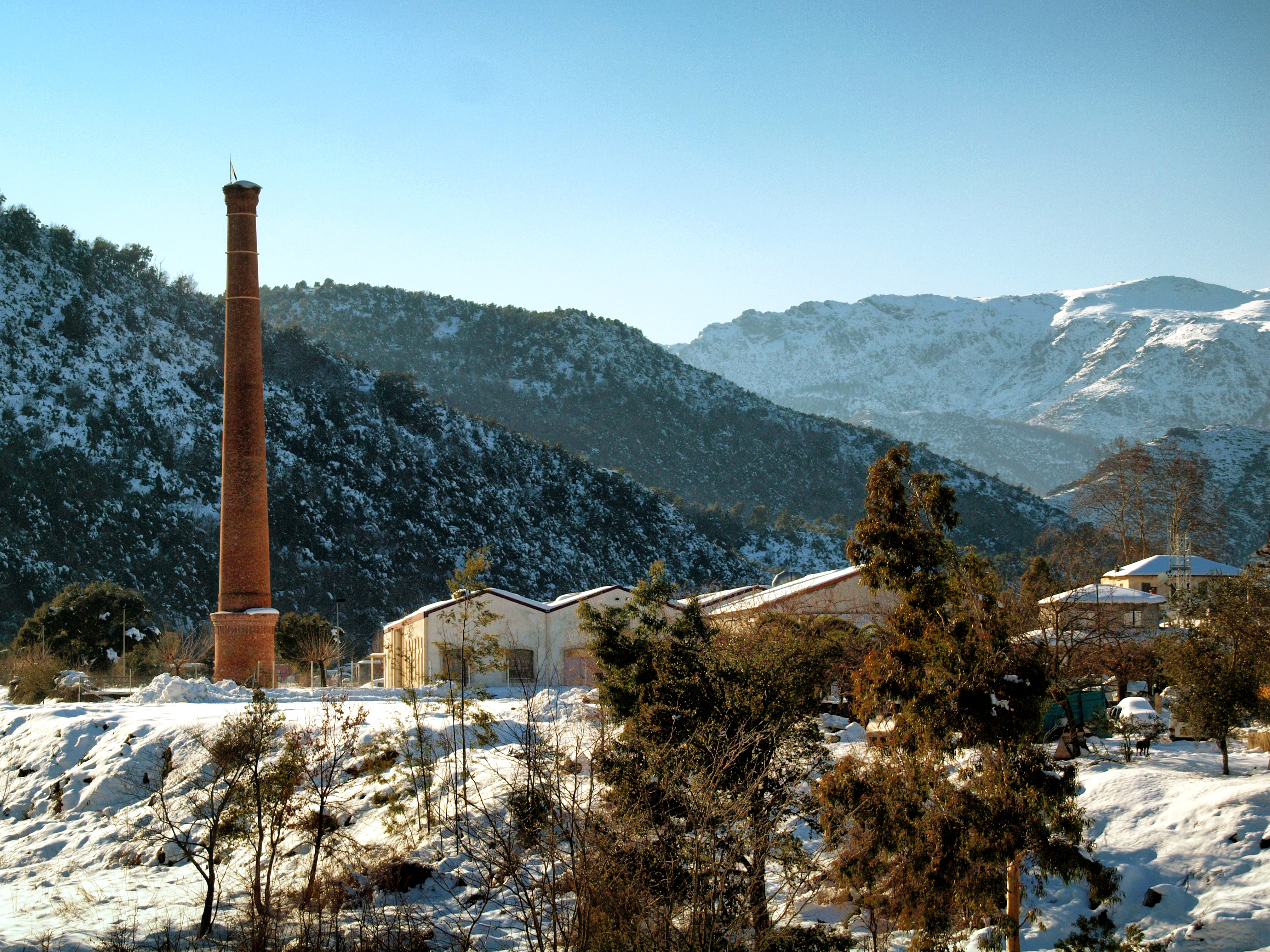
Cheminée de l'usine de Barchetta.

Barchetta est un hameau de la vallée, une localité qui s'est développée à la fois sur la rive gauche du Golo, à la jonction des RN 193 et route D15, mais aussi par-delà le pont sur le fleuve, sur la commune de Campile. La route D15 relie le village de Volpajola au nord, à Ortiporio au sud et ouvre l'accès à la Castagniccia. La voie des Chemins de fer de Corse longe la RN 193, et le Golo que deux ponts ferroviaires enjambent (pont d'Albano à l'ouest et pont de Vergagghio à l'est du territoire).
Barchetta était il n'y a pas longtemps encore, un centre d'activité industriel avec son usine à bois et sa remarquable cheminée au bord du Golo. Entre 1897 et 1907, la Société corse pour le traitement des bois, société anonyme dont le siège social est à Bastia, fait construire une usine à bois et des dépendances à Barchetta, pour la production d'acide gallique. C’était sans doute, au début des années 1960, les usines les plus importantes de Haute-Corse après la mine d’amiante de Canari. Les bâtiments sont repris à la fin du XXe siècle pour le recyclage du verre, sans grand succès.

## Toponymie
Le nom corse de la commune est a Vulpaiola [a wulpaˈjoːla]. Ses habitants sont les Vulpaiacci.
Nul ne peut répondre avec certitude, à la question de l'origine de Volpajola. « Il n'y a pas plus de renards ici qu'ailleurs », lancent amusés les habitants qui ont néanmoins leur petite idée sur l'étymologie que l'on privilégie sur les hauteurs. « Notre nom vient de « valle di l'oliu » car la commune a toujours été réputée pour sa production d'huile d'olive ».

## Histoire

### Antiquité
La Corse était peuplée de plusieurs nations dont la plus connue était les Vanacini qui occupaient tout le Cap Corse. Les Licnini (Casacconi ?) établis au sud des Cilebenses et à l'ouest des Mariani occupaient le bassin moyen du Golo. Maîtres des pays de Casacconi et d'Ampugnani, ils ont dû être refoulés vers la montagne, peuplant les cantons de Caccia et du Niolo.

### Moyen Âge
Au IXe siècle, après avoir achevé la reconquête de l'île qui était occupée par les Sarrasins, le comte Ugo Colonna accorda à Amondo Nasica, Avoglino (Giovellina)  avec tout le bassin du Golo ; Amondo donna son nom à la lignée des Amondaschi. À ceux-ci obéissaient tous les pays situés sur les deux rives du Golo.
Amondino, leur chef, se rendit fort et puissant, passa dans le territoire de Cinarca, et dépouilla de leurs châteaux les seigneurs de la Catena et de Giunepro. Il se rendit maître ensuite de la piève de Vico, puis dans le Deçà des Monts, des pièves de Venaco et de Talcini. Plus tard, il enleva par la force des armes la Canonica de Mariana et une partie de la Casinca, et engagea contre Alberto de Loreto une lutte très longue pour s'étendre jusqu'à Lavasina. Mais Amondino vint à mourir ; sa famille devint la proie de la discorde ; une partie de ses membres resta à Supietra, leur résidence principale ; l'autre partie construisit un château à Ferlaia di Casacconi. Ceux de Supietra prirent à leur tour les armes les uns contre les autres ; le parti le plus faible passa à Giovellina et éleva un château à Serravalle.
Mettant à profit leurs discordes, les populations soumises commencèrent à se révolter. Les membres d'une famille de la piève de Bigorno qui avait pris de l'importance, se fortifièrent à Lento ; et se faisant gentilshommes, ils substituèrent dans cette piève leur autorité à celle des Amondaschi.
Au XIIe siècle, le  pays compris entre Lavasina et le col de Canevaggia di Lento reconnaissait l'autorité de Giovanni de Bagnaggia, auquel les habitants donnèrent spontanément le titre de seigneur dans une assemblée générale qu'ils tinrent à Ficareto ; aussi ce territoire s'appela-t-il longtemps après terra Bagnaninca.
- 1417 - Les évêques de Mariana et d'Aléria préparaient de nouveaux troubles. Ils allèrent au bout de huit jours à Volpajola di Bigorno tenir une conférence avec le Chanoine et Luciano, fils de Deodato de Casta, avec la famille de la Corbaja de Balagne, et Aldobranduculo de Campocasso, et mirent sur pied des artisans si nombreux qu'ils terrifièrent leurs ennemis et s'emparèrent, presque sans coup férir, du château de Brando, qu'ils remirent aux mains de Matteo Gentile, son seigneur légitime. Mais tout rentra dans l'ordre avec l'arrivée des secours envoyés par Gênes[12].

### Temps modernes

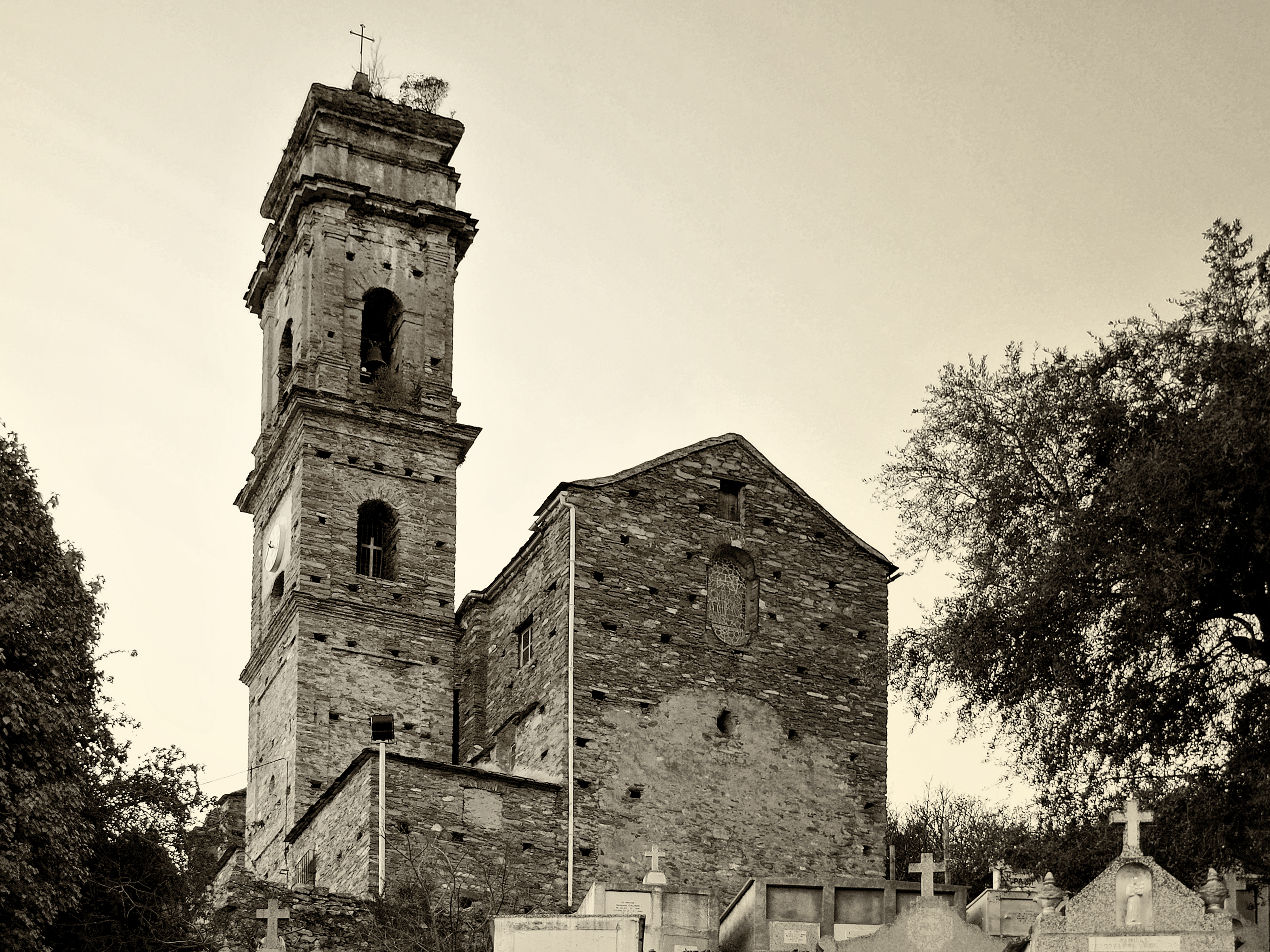
L'église de l'Annonciation (Annunziata) du XVIe siècle.

- 1551 : Sampiero Corso occupe la Corse avec les Turcs pour le compte de la France.

Dans les combats que se livrèrent les troupes françaises du général De Thermes ayant sous ses ordres également des officiers corses dont le colonel général du régiment Royal-Corse Sampiero d'Ornano dit Sampiero Corso, et les troupes génoises sur l'île, Volpajola a été le théâtre de faits sanglants.
- 1564 - Stefano D'Oria, seigneur de Dolce-Acqua, est envoyé par la Signoria de Gênes, en Corse avec le titre de commandant général des troupes génoises. Il partit avec sa compagnie sur une galère et débarqua à San Fiorenzo le 29 juillet.

« Pendant que Stefano se trouvait à Borgo avec ses troupes, il fut informé que les Corses se concentraient à Volpajola pour l'arrêter, parce qu'ils pensaient que l'armée génoise passerait de ce côté pour aller secourir le château de Corte. Les chefs corses qui se trouvaient à Volpajola étaient Achille de Campocasso et Napoleone de Santa Lucia. D'Oria envoya contre eux Cammillo Cavallo, mestre de camp pour les Génois en Corse, et Giovan Bianco qu'il venait de créer capitaine d'une compagnie, avec des forces imposantes. Après avoir escarmouché pendant longtemps, les Corses, qui n'avaient pas eu le temps de se rallier, ne purent résister à un ennemi supérieur en nombre et durent se retirer ; ils abandonnèrent le village qui fut brûlé par les soldats génois. »

— Anton Pietro Filippini in Chronique, traduction de l'Abbé Letteron in Histoire de la Corse - Tome 3 p. 83
Parmi les capitaines envoyés en Corse, il y avait Niccolò de' Negri, nommé commandant de toutes les troupes d'infanterie. Se trouvant à Borgo, bien approvisionné en infanterie, cavalerie, armes et munitions, il commença à faire marcher ses troupes du côté de la piève de Caccia où Sampiero l'attendait. Arrivé à la Volpajola, il voulut y passer la nuit. Il manda donc Murazzano, podestat de ce village, pour qu'il fît préparer des logements. Mais le podestat eut beau faire tous ses efforts, le village était trop petit pour contenir tant de monde. Niccolò trouvant que le podestat montrait trop de lenteur, ne put maîtriser sa colère et s'oublia jusqu'à lui donner un soufflet. Il paya plus tard cet affront, de sa propre vie. À la fin, reconnaissant que le village était trop petit pour loger tant de compagnies, il ordonna à son armée tout entière de se remettre en marche pour aller loger à Valle-di-Rostino, village voisin de la Volpajola.
Les troupes génoises avaient pris la direction de Caccia et avaient continué leur marche en longeant toujours le fleuve du Golo. Elles arrivèrent le soir même à l'église de l'Annunziata, à moins d'un mille de Pietrera. Elles y passèrent la nuit.
Le lendemain matin, les Génois ayant reconnu que les partisans de Sampiero étaient beaucoup plus nombreux qu'ils ne se l'étaient imaginé, et se trouvant sans vivres dans un pays où il n'y avait que des ennemis, résolurent de rebrousser chemin.
L'armée génoise battait sa retraite et descendit à Ponte alla Leccia où se trouve la route qu'elle devait prendre pour aller à Corte ou retourner à Borgo. « La déroute de ces derniers fut telle que, de Ponte alla Leccia jusqu'à la Volpajola, ils furent poursuivis sans relâche dans ces passages difficiles. Le carnage fut horrible ; en dehors des compagnies de cavalerie légère, il ne s'échappa guère qu'une cinquantaine d'hommes. Tous les autres furent tués, blessés ou faits prisonniers ».
Niccolò de' Negri périt à Santa Catarina. Monté en croupe derrière Piero' Andrea de Casta, il espérait échapper de cette manière, mais il fut tué par Murazzano de la Volpajola qui se vengea ainsi du soufflet que Niccolò lui avait donné la veille, à l'occasion des logements.
Le général génois Niccolò de' Negri blessé, se réfugia dans l'église de l'Annonciation où il fut achevé d'une balle par un volontaire corse.
Le nombre des morts causés par cette bataille dépassa trois cents. Les prisonniers, après avoir été dépouillés de leurs armes, furent remis en liberté sous la promesse qu'ils s'embarqueraient et ne reviendraient plus en Corse combattre Sampiero.
- 1565 - S'ensuivit une expédition punitive, dirigée par Stefano Doria le nouveau gouverneur nommé par Gênes. Celui-ci envoya tout à coup brûler Lento et Volpajola, avec ce qui restait de la piève de Bigorno.

« Assaillis à l'improviste, ces villages eurent beaucoup à souffrir. Néanmoins, bien qu'il n'y eût pas là de compagnies corses pour les défendre, les habitants de ces pays ne perdirent pas courage. Ils prirent les armes en compagnie d'Achille de Campocasso, qui demeurait en cet endroit depuis qu'il avait quitté Sampiero, et de Ristoruccello de Casta, qui était arrivé par hasard cette nuit même. Ils tuèrent cinq Génois au-dessous de l'église, et préservèrent de l'incendie un grand nombre de maisons. »

— Anton Pietro Filippini in Chronique - Abbé Letteron in Histoire de la Corse - Tome 3
Au début du XVIIIe siècle, Volpajola appartenait à la piève de Bigorno, l'une des 66 pievi qui constituaient la Corse. Bigorno se trouvait dans la juridiction de Bastia et dans le diocèse d’Accia et Mariana (l'évêque avait alors sa résidence à Bastia). Elle comptait 1 060 habitants (150 pour Volpajola), avait douze lieux habités : Scolca, Erbagio, Volpagiola, Campitello, Teggie, S. Marcello, Poggio, Rolla, Ficcagiola, Lento, Trave, e Querceto.
- 1738 - Des troupes du corps expéditionnaire français quittent Golfe-Juan pour la Corse où elles sont débarquées pour les guerres d'indépendance.
- 1739 - 2 juin, le maréchal de camp Du Rousset de Girenton, sorti de Bastia dans la nuit, fait attaquer la bocca San Ghjacumu et les hauteurs de Tenda et Lento ; M. du Châtel, maréchal de camp, progresse en Balagne où Paulu Maria Paoli fait sa soumission ; le 5 il est à Belgodère ; M. de Larnage, colonel, sort de San Pellegrino et parcourt les pièves de Casinca, Tavagna, Moriani, et Campoloro ; à midi, le lieutenant-général marquis de Maillebois sort de Bastia et va s'installer dans la Costiera (Campitello) où, après Tenda et Bigorno, Lento, tenu par le noble Ghjacintu Paoli de Rostino, capitule le 3 juin. Des troupes françaises sont logées dans l'église de l'Annonciation.
- 1768 - 15 mai, après la cession de la Corse à la France par les Génois, l'île passe sous administration militaire française.
- 1789 - La Corse appartient au royaume de France.
- 1790 - 26 février, par décret la Corse est partagée en neuf districts (ex-juridictions) : Bastia, Oletta, A Porta, Cervioni, Corti, l'Isula Rossa, Aiacciu, Tallà et Vicu. Le district est partagé en cantons (ex-pièves), le canton en communes. La piève de Bigorno devient le canton de Bigorno, dans la juridiction royale de Bastia.
- 1790 - 4 mars, l'île ne forme provisoirement qu'un seul département, celui de Corse.
- 1793 - Le canton de Bigorno devient le canton de Costera. La commune s'appelait Volpajolo. Elle faisait partie du canton de Costera, dans le district de Bastia, dans le département d'El Golo (l'actuelle Haute-Corse).
- 1801, Volpajolo devient Volpajola, dans le canton de Costera, dans l'arrondissement de Bastia, dans le département d'El Golo (l'actuelle Haute-Corse).
- 1811, les deux départements de l'île sont réunifiés pour devenir le département de Corse.
- 1828, le canton de Costera prend le nom de canton de Campitello[16].

### Époque contemporaine
- 1954 - Le canton de Campitello était formé des communes de Bigorno, Campitello, Canavaggia, Lento, Scolca et Volpajola.
- 1973 - Avec la fusion imposée des anciens cantons de Campile et Campitello, est créé le Canton d'Alto-di-Casacconi - chef-lieu Campitello, dans l'arrondissement de Bastia.
- 1975 - Volpajola se retrouve dans le nouveau département de la Haute-Corse, après la partition du département de Corse en deux.

## Politique et administration

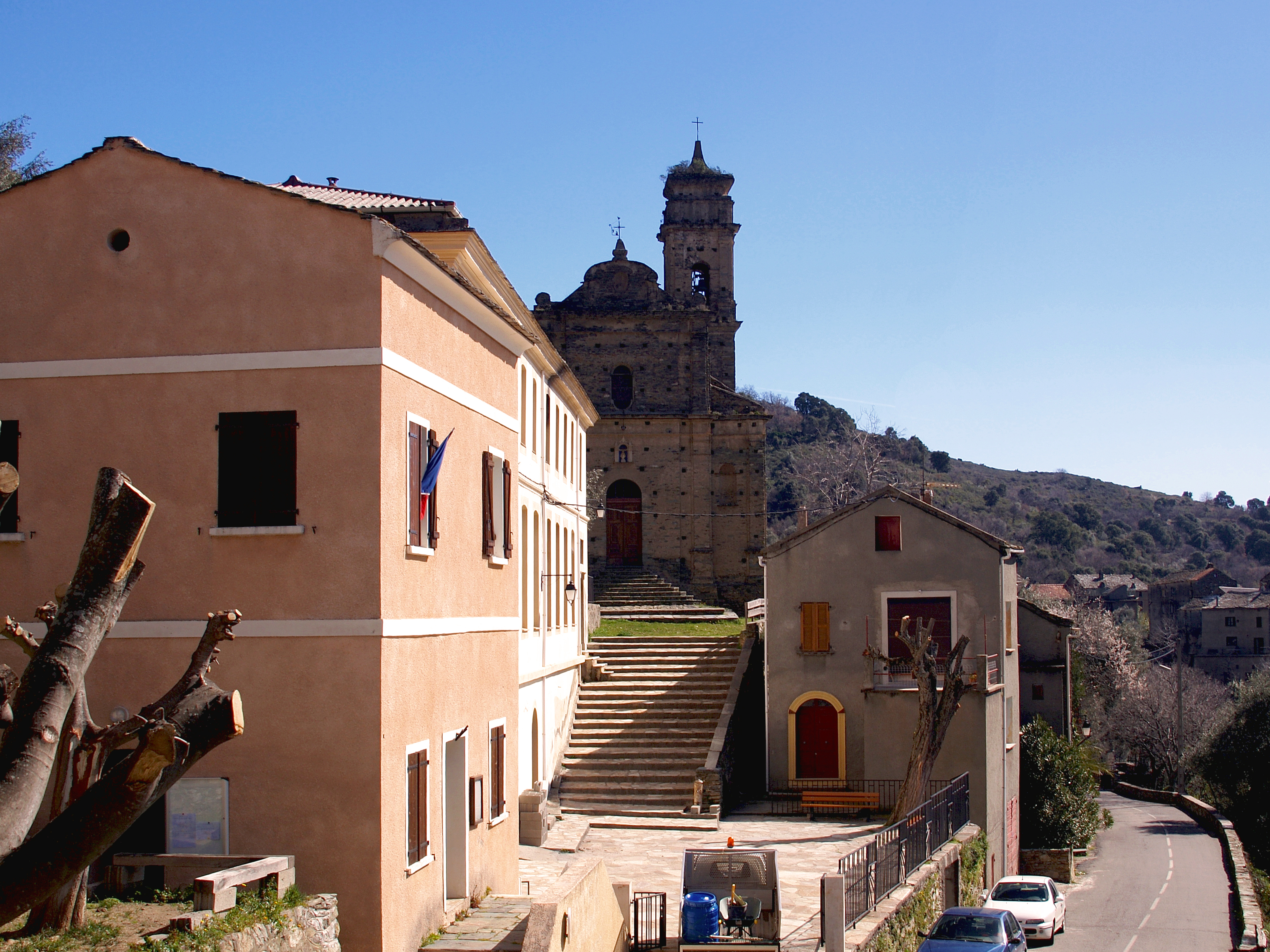
Mairie, école communale et église de l'Annonciation.

### Liste des maires
| Période                                  | Période   | Identité            | Étiquette | Qualité                              |
| ---------------------------------------- | --------- | ------------------- | --------- | ------------------------------------ |
| Les données manquantes sont à compléter. |           |                     |           |                                      |
| avant 1981                               | ?         | Simon de Peretti    |           |                                      |
|                                          |           |                     |           |                                      |
| mars 2001                                | mars 2014 | Annonciade Niellini | DVG       | Conseillère territoriale depuis 2010 |
| mars 2014                                | En cours  | Maurice Vescovacci  | PS        | Cadre                                |

## Population et société

### Démographie
L'évolution du nombre d'habitants est connue à travers les recensements de la population effectués dans la commune depuis 1800. Pour les communes de moins de 10 000 habitants, une enquête de recensement portant sur toute la population est réalisée tous les cinq ans, les populations de référence des années intermédiaires étant quant à elles estimées par interpolation ou extrapolation. Pour la commune, le premier recensement exhaustif entrant dans le cadre du nouveau dispositif a été réalisé en 2008.

En 2022, la commune comptait 382 habitants, en évolution de −9,05 % par rapport à 2016 (Haute-Corse : +5,15 %, France hors Mayotte : +2,11 %).
| 1800 | 1806 | 1821 | 1831 | 1836 | 1841 | 1846 | 1851 | 1856 |
| ---- | ---- | ---- | ---- | ---- | ---- | ---- | ---- | ---- |
| 337  | 398  | 393  | 434  | 438  | 524  | 549  | 554  | 538  |

| 1861 | 1866 | 1872 | 1876 | 1881 | 1886 | 1891 | 1896 | 1901 |
| ---- | ---- | ---- | ---- | ---- | ---- | ---- | ---- | ---- |
| 553  | 551  | 618  | 630  | 548  | 528  | 507  | 568  | 665  |

| 1906 | 1911 | 1921 | 1926 | 2006 | 2008 | 2013 | 2018 | 2022 |
| ---- | ---- | ---- | ---- | ---- | ---- | ---- | ---- | ---- |
| 684  | 679  | 692  | 743  | 425  | 441  | 451  | 359  | 382  |

### Enseignement
L'école primaire publique se situe à Barchetta. Le collège d'enseignement général le plus proche est celui de Lucciana, distant de 18 km. Le lycée technique Paul-Vincensini de Montesoro/Bastia est le plus proche, distants de 33 km.

### Santé
Un médecin a son cabinet à Barchetta. La pharmacie la plus proche est située à Casamozza (Lucciana), à 13 km.
Les plus proches hôpitaux sont :
- le Centre hospitalier de Bastia à 35 km,
- le Centre Hospitalier Intercommunal Corte-Tattone à 44 km.

Les ambulanciers les plus proches se trouvent à Lucciana, de même que les masseurs kinésithérapeutes et les infirmiers.

### Cultes
L'église paroissiale de l'Annunziata relève du diocèse d'Ajaccio.

## Économie
Volpajola a toujours été réputée pour sa production d'huile d'olive. Sa richesse en eau et le fort ensoleillement ont permis à l'agriculture de développer les plantations de vignes, d'agrumes, de châtaigniers et d'oliviers, aujourd'hui plusieurs fois centenaires. Les nombreux vestiges de fontaines, de moulins à eau et pressoirs à huile disséminés dans le maquis et le long de la rivière attestent de la fertilité de son sol. La production d'huile olive de tradition séculaire, est une affaire de famille. Plusieurs oléiculteurs ont aujourd'hui pris la relève et cultivent la variété appelée « Sabine ».
Au XXe siècle, la vallée s'industrialise avec la création d'une usine spécialisée dans les extraits tannants de bois de châtaignier. En 1939, l'usine ne fabrique plus d'extraits tannants. Elle se consacre jusqu'en 1963 à la fabrication de parquets en châtaignier puis ferme ses portes. L'entrepreneur Chapuis reprend la scierie. Un incendie survenu en 1969 met définitivement fin à cette activité. En 1999, la société "Aprochim" s'installe sur le site et le réaménage, détruisant l'ancienne usine d'acide gallique et transformant la tonnellerie et les ateliers d'entretien en atelier de recyclage du verre.
Les pertes d'emploi furent nombreuses pour la microrégion : 270 salariés auxquels s'ajoutent plusieurs centaines de bûcherons et de transporteurs.

## Culture locale et patrimoine

### Lieux et monuments
- La mairie. Elle se situe au cœur du village, dans un immeuble abritant à la fois les services municipaux et l'école communale, fermée depuis 2007. Cette dernière a subi d'importants dégâts à la suite d'un incendie en 2008.
- Le monument aux morts.

#### Église de l'Annonciation
L'église de l'Annonciation (Annunziata), paroissiale, est vouée à la Vierge Marie. De style baroque, imposante et d'aspect rustique, l'église de l'Annonciation a été édifiée probablement au XVIIIe siècle, à l'emplacement de l'ancienne église San Sebastiano.
Très bel exemple de l'architecture sacrée en Corse, c'est un édifice de plan allongé à chevet plat, composé d'une nef centrale voûtée en berceau plein cintre et à lunettes et de deux collatéraux, orientée vers l'ouest. La tour-clocher est accolée à l'élévation latérale sud. Les façades présentent de nombreux trous de boulins. La porte principale est cintrée, avec menuiserie sculptée à laquelle on accède par un emmarchement en schiste. La tour-clocher est accolée à l'élévation latérale sud.
L'église figure sur le Plan Terrier dressé en 1795 ; elle date peut-être de 1789 (date mentionnée à l'intérieur de l'église). Elle a été construite dans le style des églises de Castagniccia. La niche votive avec statue de la Vierge de la Miséricorde, présente sur l'élévation latérale, date probablement du XVIIe siècle et provient aussi d'un autre édifice. En 1875, le sous-préfet de Bastia la qualifie de « nouvellement restaurée » à la suite de l'accord d'une subvention de 2 000 francs par le ministère des Cultes le 5 novembre 1868.
En 1740, pendant les guerres d'indépendance, des troupes françaises y avaient été logées. L'église fut détériorée.
En 2007, des vitraux (saint Martin partageant son manteau en façade ouest  et l'Annonciation en façade est) ont été restaurés.
À l'intérieur  se trouvent d'inestimables joyaux :
- le maître-autel ;
- une chape en soie brodée et fil de métal doré datée du XVIIIe siècle, propriété de la commune et classée le 10-02-1924, MH en 2004 ;

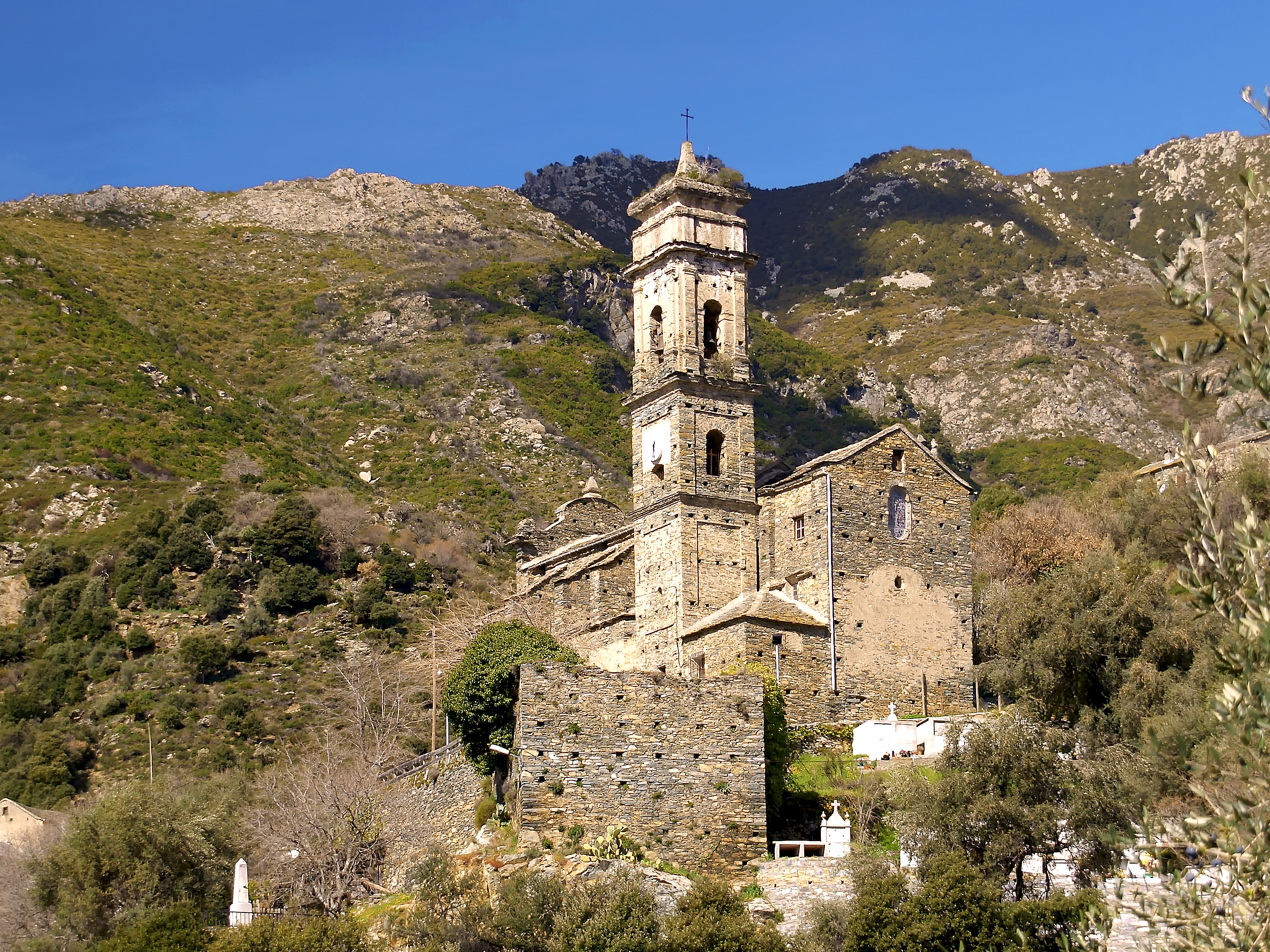
un triptyque de 1511, peinture sur bois avec Vierge à l'Enfant entre saint Pierre, saint Vincent, saint Césaire et saint Martin les saints patrons de Volpajola, La Crucifixion et L'Annonciation, provenant de l'église de San Cesariu, sauvé in extremis des flammes lors de l'incendie de l'église. Propriété de la commune, il est classé le 11-06-1956, MH en 1992.
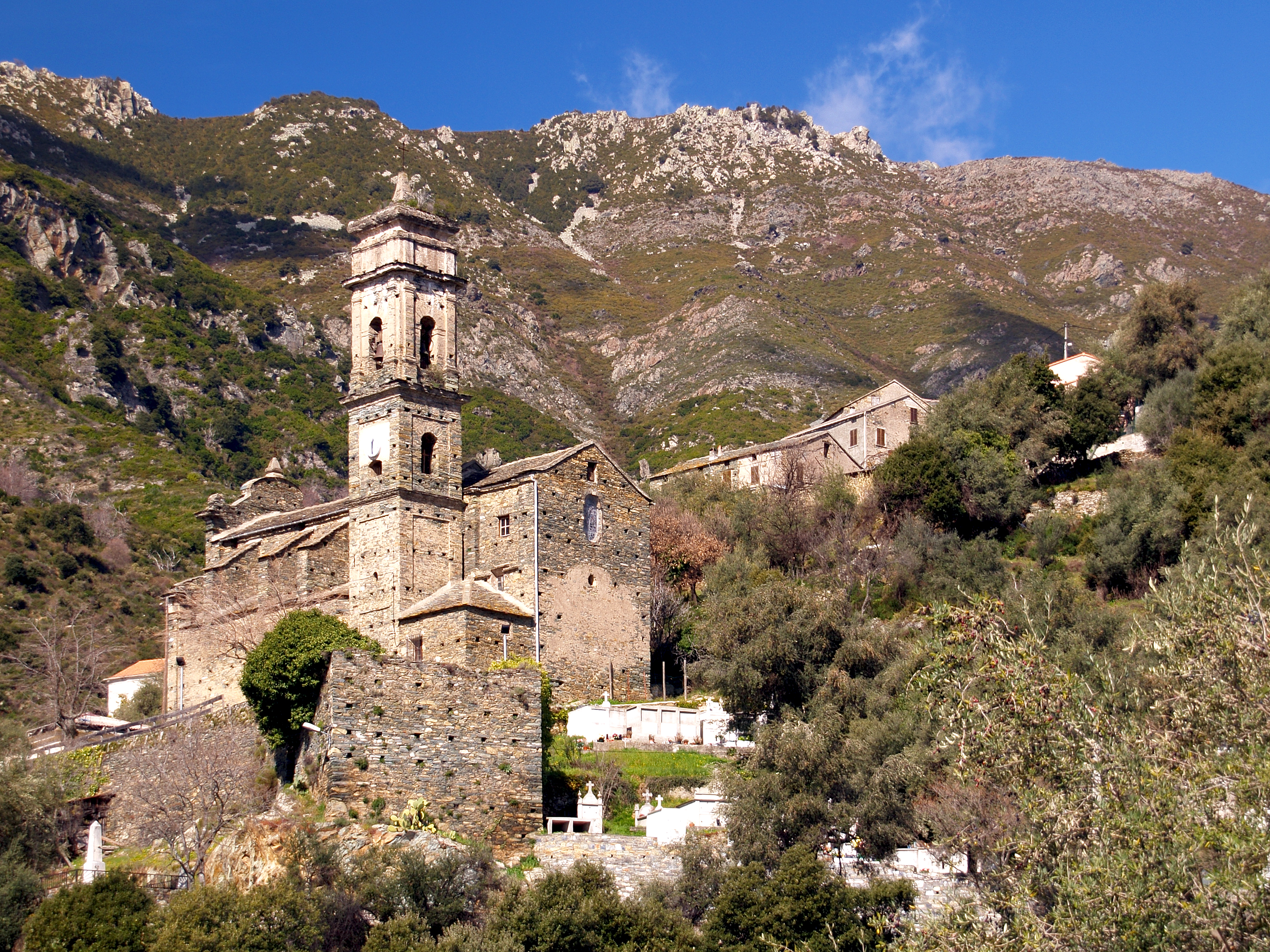
Église de l'Annonciation.
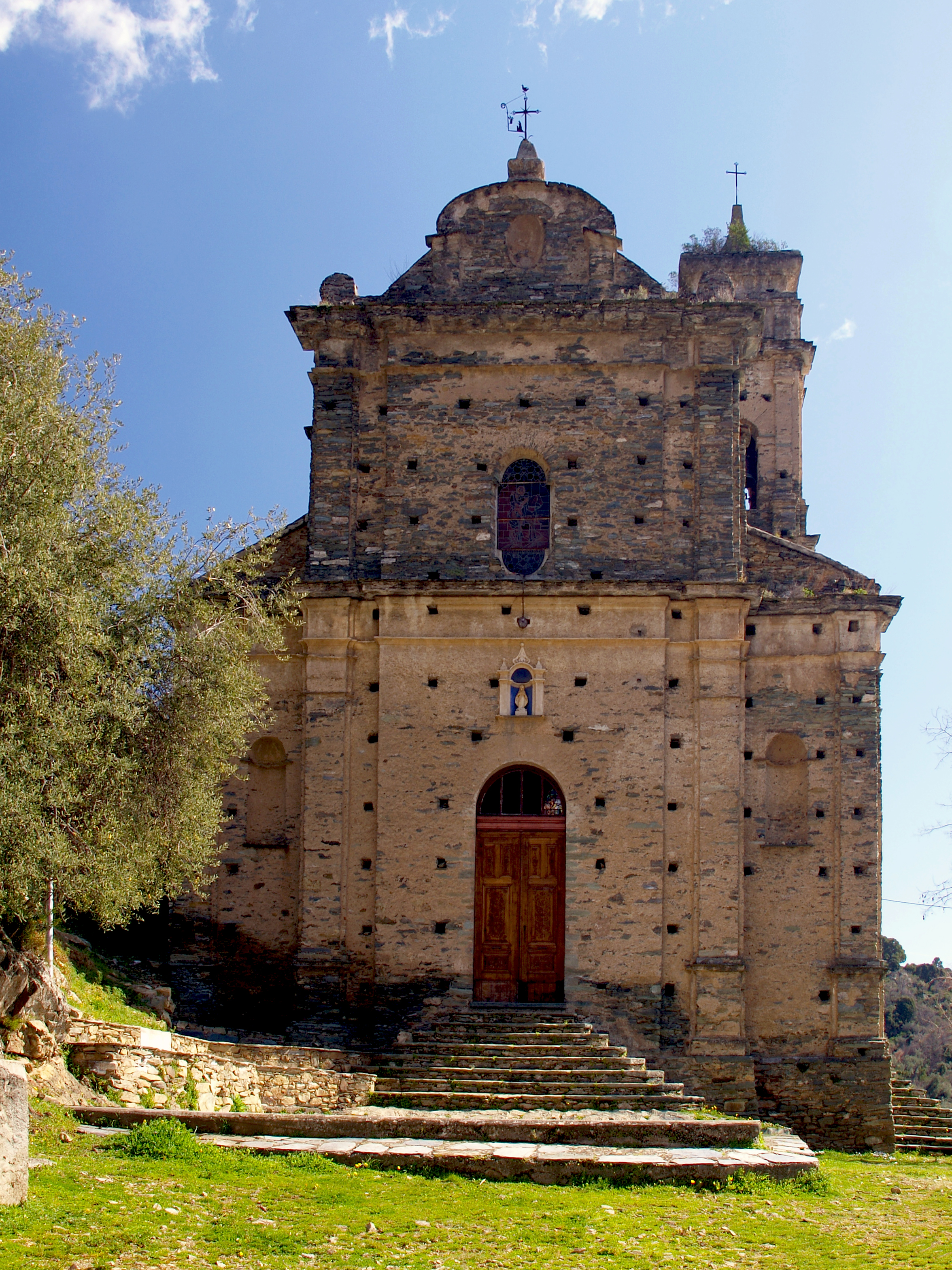
Église de l'Annonciation.
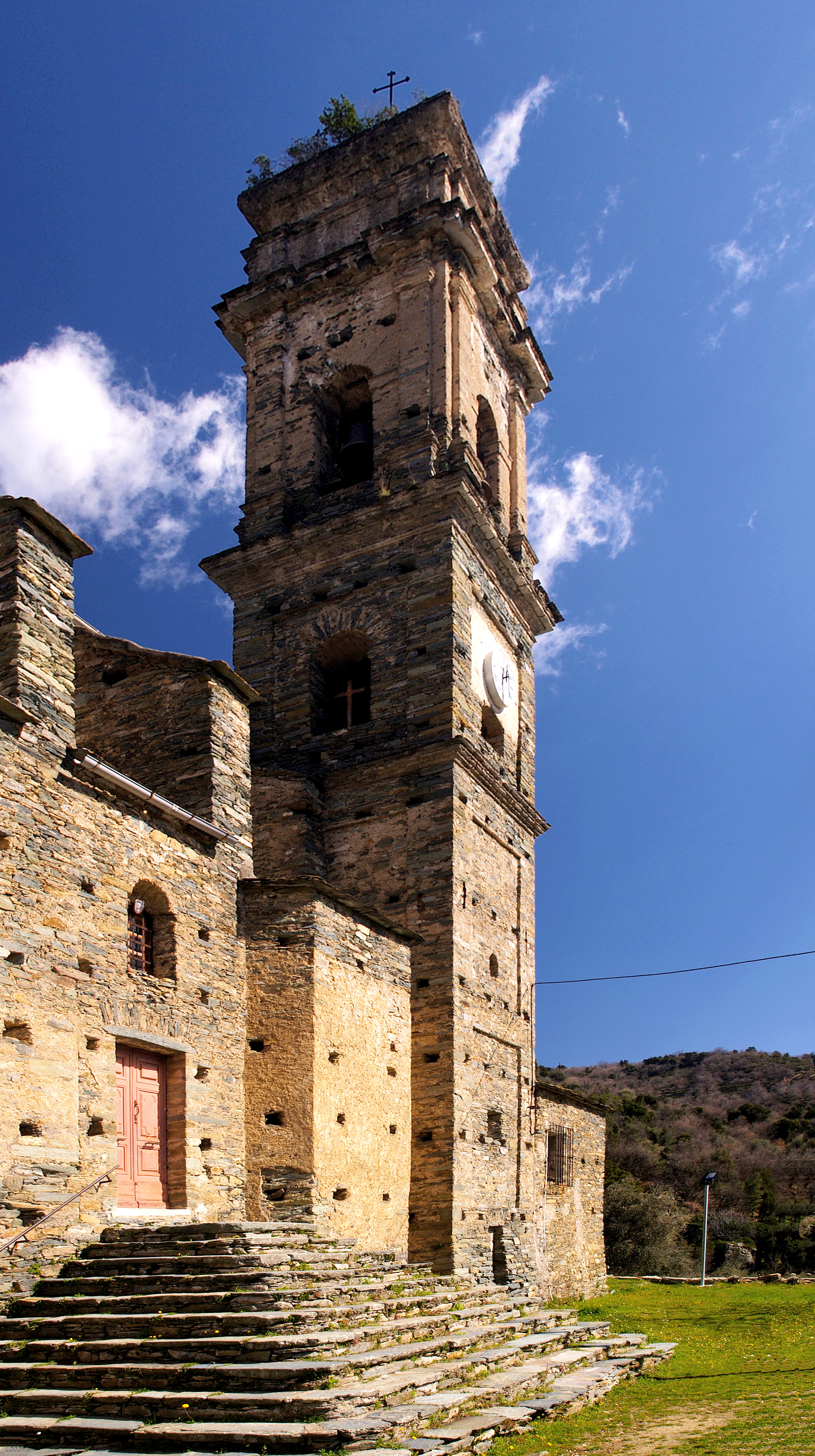
Église de l'Annonciation - Fronton.
- Église de l'Annonciation - Clocher.

#### Église Saint-Césaire
L'église Saint-Césaire (San Cesariu) se trouve dans le hameau de Quarceto, au sud-est du village. De style « roman pisan corse », c'est un édifice de plan allongé, à nef unique couverte d'une charpente en bois et à abside voûtée en cul-de-four, daté de 1400 (date inscrite sur une pierre de l'élévation latérale). Elle servait en 1646 d'église paroissiale d'après le rapport de Mgr Marliani. Enduits, ses murs ne présentent leur appareillage en pierre taillée qu'en peu d'endroits. La façade principale (ou occidentale) présente une porte surmontée d'un linteau monolithe et d'un tympan nu, un oculus et une ouverture en croix pour laisser la lumière à l'intérieur. La façade latérale méridionale présente deux baies rectangulaires et une porte avec linteau en bâtière gravé d'une croix.

#### Chapelle San Pietro
La chapelle San Pietro (Saint-Pierre ou San Petru) qui se situe au sud-est du village. Elle a été construite au Moyen Âge à 475 m d'altitude au sommet d'une colline dominant la vallée du Golo. Elle figurait sur le cadastre napoléonien dressé en 1795.
Elle est un édifice de plan allongé à chevet plat, à nef unique dont la charpente en bois de couverture est depuis longtemps écroulée. Ses murs enduits laissent partiellement découvrir son appareillage en pierres de taille. La chapelle est accessible par une piste.

#### Chapelle de confrérie
La chapelle de confrérie ou Casazza, datée du XVIIe siècle, à l'état de vestiges, présente une voûte et un toit écroulés.

### Patrimoine culturel

#### Ensemble d'industrie du bois

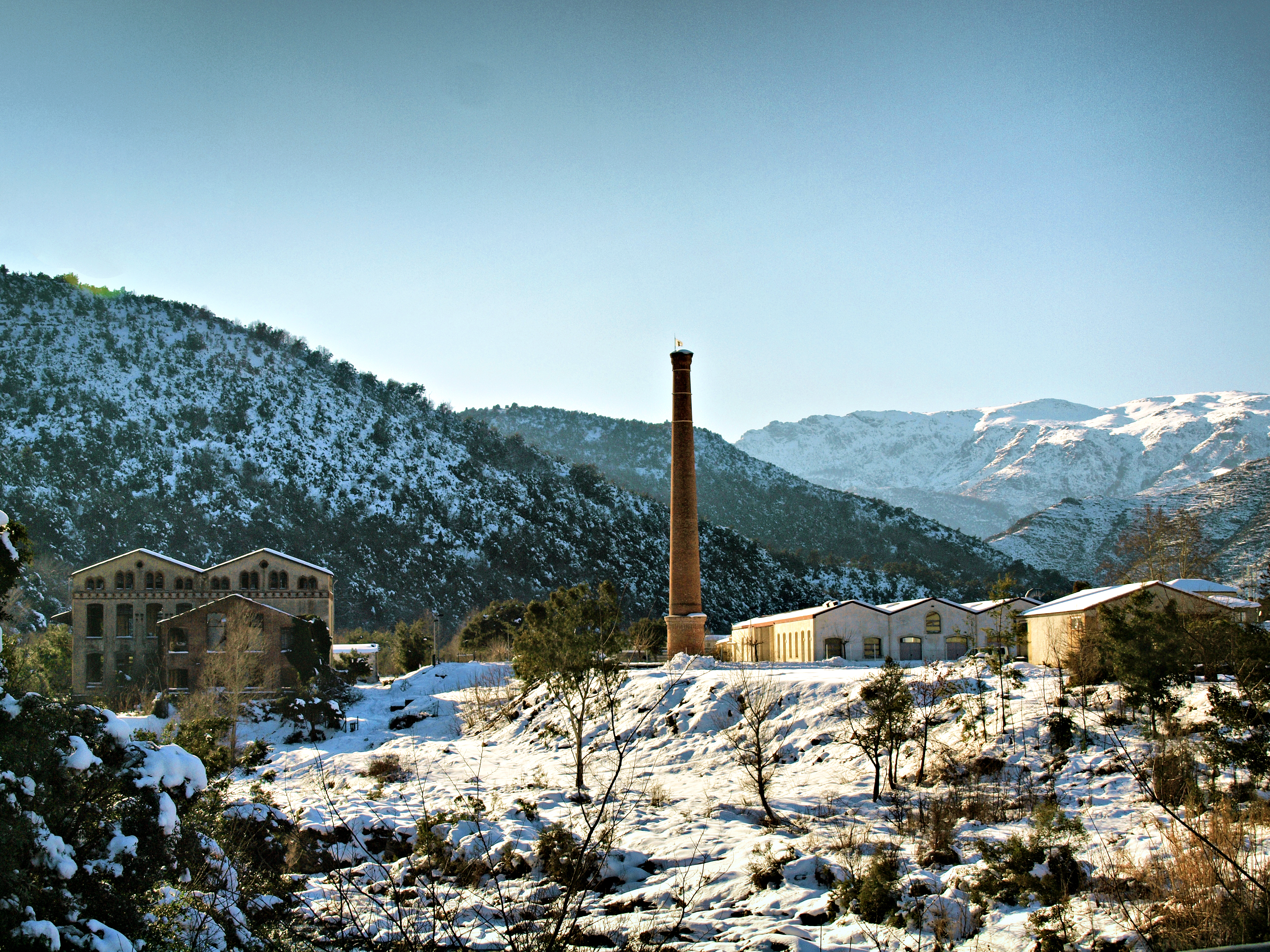
Usine de Barchetta.

Entre 1897 et 1907, la Société corse pour le traitement des bois, société anonyme dont le siège social est à Bastia, fait construire une usine à bois et des dépendances à Barchetta, près du Golo. En 1917, cette société est rachetée par la société anonyme de Champlan. En 1936, la société de Champlan et Folelli devient propriétaire de tous ces bâtiments industriels.
En 1950, la société de Champlan et Folelli, devenue Société de cellulose et des tanins corses, sarl dont le siège social est à Ponte-Leccia et dont les usines sont à Ponte-Leccia et Barchetta, est sur le déclin : la société spécialisée dans les extraits tannants de bois de châtaignier, subit durement la concurrence de l'Argentine et de l'Afrique du Sud qui exploitent et exportent des produits à plus grande teneur tannique.
La fermeture des deux usines de Ponte-Leccia et Barchetta (l’usine de Champlan avait arrêté sa production pendant la guerre, celle de Folelli en 1956) - toucha, en 1963, en plus des quelque 270 salariés, plusieurs centaines de bûcherons et de transporteurs.
En 1999, la société Aprochim du groupe Chimirec s'installe sur le site et le réaménage, détruisant l'ancienne usine d'acide gallique et transformant la tonnellerie et les ateliers d'entretien en atelier de recyclage du verre.
L'établissement industriel désaffecté, remanié, est repris à l'inventaire général du patrimoine culturel.

### Personnalités liées à la commune
- Mattei-Torre Jean-François (né à A Vulpaiola 1864). Auteur d’un Vucabulariu di a Custera (1929) avec le pseudonyme de Matteu Cirnensi.

### Héraldique
| Blason de Volpajola | Blason  | D'or à la bande ondée d'azur, accompagnée en chef d'une tête de Maure de sable tortillée d'argent et en pointe d'un renard passant de gueules, au franc-quartier de sinople chargé d'une Vierge à l'Enfant d'argent. |
| Blason de Volpajola | Détails | Le statut officiel du blason reste à déterminer. |